# Cipriani (famiglia)

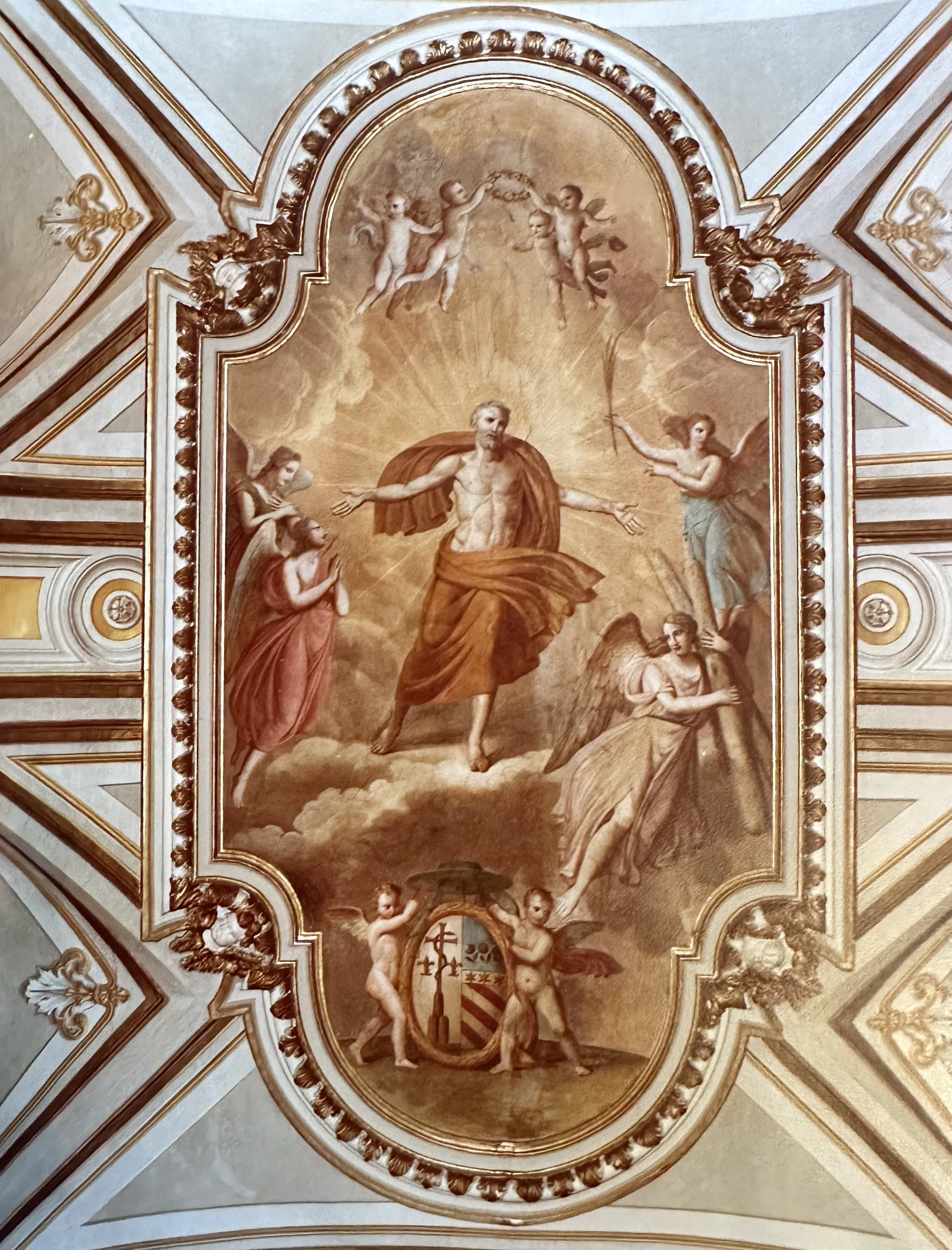
Affresco con stemma del Marchese Francesco Maria Cipriani di Vallaccone, Vescovo di Veroli

La famiglia Cipriani è una storica casata nobiliare italiana di orientamento ghibellino tra le più antiche e prestigiose di origine fiorentina, di cui si ha notizie documentate a partire dal X secolo.  
Vanta discendenze da feudatari del contado toscano, di origine carolingia o longobarda, i quali costituirono la "nobiltà antica" o di primo cerchio della Firenze comunale. Nei secoli si è diramata in diverse città d'Italia (tra cui Norcia, dove fu elevata in marchesato con il feudo di Vallaccone, Veroli, Livorno, Pisa, Nicotera e oggi Roma), nonché in Corsica e Francia. 
Rami della famiglia furono ascritti alla nobiltà di diverse città e possedettero molti titoli e feudi, tra i quali i titoli di cavalieri (1039 e 1215), marchesi di Cabres e Trevillan, marchesi sul feudo di Vallaccone per chirografo pontificio di Pio VI (1782), nobili di Norcia perlomeno dal XVII secolo (e con riconoscimento nel 1790), patrizi di Firenze (1818 e 1833), nobili di Livorno (1818), nobili di Veroli, conti (1864) e patrizi di Nicotera.  
I Cipriani furono anche detti "de la Pressa" in memoria di un membro della famiglia che fu il primo a piantare sulle mura di Gerusalemme il vessillo cristiano nella crociata del 1215. Dante Alighieri li cita con tale appellativo nella Divina Commedia: "Quel de la Pressa sapeva già come regger si vuole [...]" (Paradiso, XVI-100). A testimonianza di tale evento, l'arma di alcuni rami della famiglia raffigura una croce di Gerusalemme. 
Per leggendaria tradizione, riportata nelle antiche storie della città di Firenze, si narra che i Cipriani discendano da Gallus Gaio, uno dei sette romani che presero Fiesole insieme a Giulio Cesare. Questa leggenda li considera tra le famiglie superstiti alla distruzione della città ad opera di Totila.

## Le origini fiorentine
Da fonti certe si può confermare che la famiglia fu annoverata tra le famiglie dei cavalieri nel 1000, tra le famiglie consolari nel 1100 e tra le famiglie magnatizie di Firenze nel 1292. Fu sempre iscritta tra i grandi e i magnati fino al 1415.

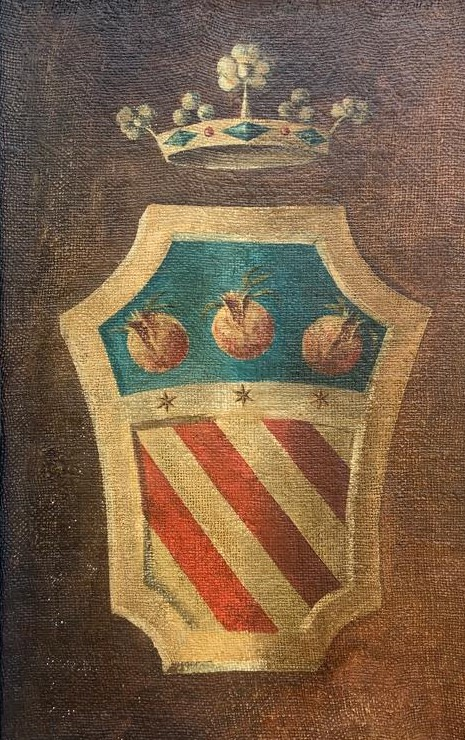
Dipinto raffigurante l'arma di un ramo della famiglia Cipriani di Vallaccone

In particolare, si ricordano i principali avvenimenti legati alle origini della famiglia:
- nel 990, si ha testimonianza dell'esistenza di Cipriano Cipriani;
- nel 1039, Guido Cipriani fu nominato cavaliere dell'Ordine dello Speron d'Oro;
- nel 1168, Cipriano con l'appellativo di "Messere" fu eletto console di Firenze;

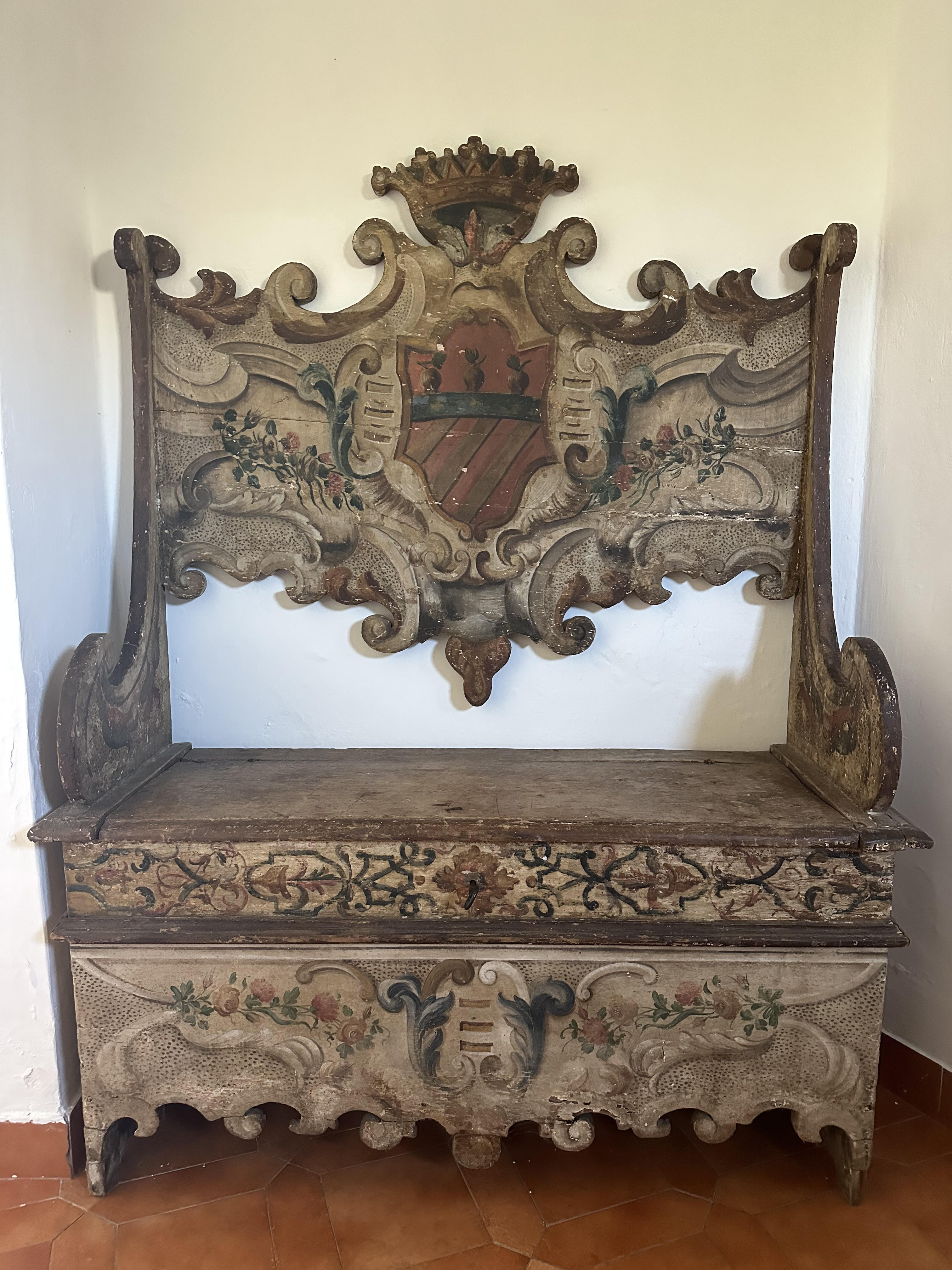
Cassapanca con arma della famiglia Cipriani di Vallaccone

- nel 1197, Gherardo Cipriani - sedendo nel consiglio del comune - ratificò la lega fatta con altri comuni e baroni della Toscana per vivere indipendenti dal dominio imperiale;
- nel 1215, Arrigo Cipriani fu nominato cavaliere e decorato del cingolo militare da Corrado Imperatore e fu eletto console di Firenze;
- nel 1230, Cipriano Cipriani fu giudice in Firenze;
- nel 1260, Lapo Cipriani, detto "Bonora", combatté la Battaglia di Montaperti insieme ad altri Cipriani;
- nel 1281, i Cipriani tornarono a Firenze e - dichiarati indegni di qualunque onorificenza dalla riforma del 1293 - andati in esilio raggiunsero Enrico VII. Tornarono a Firenze nel 1342;
- nel 1302, Lapo Cipriani mosse le armi contro la patria e - caduto prigioniero a Pulicciano - fu decapitato a Firenze[5]. Suo figlio Andrea fu dichiarato anch'egli ribelle per averlo seguito;
- nel 1307, 1326 e 1334, la famiglia dette tre priori alla città di Firenze[6];
- nel 1311, Lamberto Cipriani[7] (Firenze, 1268) ottenne il vicariato di Piacenza da Enrico VII e si impegnò di riappacificare, sotto la bandiera imperiale, i castelli del contado. Continuò a lungo a far parte della vasta schiera di fuorusciti ghibellini che seguivano il sovrano nel sogno di restaurazione imperiale, tra cui si distinsero anche altri Cipriani. Scolaio e Cipriano, durante la marcia di Enrico VII verso Firenze, approfittarono della presa di Sarzana per assassinare il concittadino guelfo Feo de' Minerbetti, impegnato in affari di banca e prestito su pegni, per impadronirsi dei suoi averi. Nel 1312, Lamberto fu inviato insieme ad un altro ghibellino di Firenze, Ubaldino degli Ubaldini, presso il re di Sicilia Federico II d'Aragona per la conclusione di un accordo tra le due corone volto a rafforzare la posizione politica ed economica di Enrico VII. L'anno successivo, Lamberto figurò insieme a molti altri nobili ghibellini tra i testimoni della sentenza di bando dall'Impero emessa da Enrico VII il 16-5-1313 contro Padova. Infine il 13-7-1314 Lamberto partecipò - in qualità di testimone "ultramontano" - alla lega stipulata tra Pisa e Lucca che segnava una grande vittoria della parte ghibellina e del suo capo Uguccione che estendeva la sua signoria su ambedue i comuni;
- nel 1314, Arrigo Cipriani fu Gonfaloniere di Giustizia di Firenze;
- nel 1315, alcuni Cipriani si stabilirono da Firenze a Vicenza. Tale ramo fu contraddistinto da un'arma d'azzurro a tre triangoli d'oro;
- nel 1400, Lorenzo Cipriani si trasferì da Firenze a Norcia. Da egli deriva il ramo dei marchesi di Vallaccone, nobili di Norcia e Veroli;
- nel 1426, una sentenza del capitano del popolo Gentile di Nanni, dichiarò ribelli Giovanni e Paolo Cipriani condannandoli nel capo e nella confisca dei beni. Riusciti a mettersi in salvo, questi ultimi emigrarono in Corsica dove si stabilirono ad Ortinola e ricoprirono cariche pubbliche. Da loro deriva il ramo còrso della famiglia, poi rimpatriato a Livorno ed ascritto al patriziato di Firenze e alla nobiltà di Livorno; e
- nel 1664, alcuni Cipriani si stabilirono a Gorizia.

La famiglia possedette "casa e torre" ed ebbe dimora a Firenze nei sestrieri di S. Brancazio e di S. Spirito.

## Il ramo dei marchesi di Vallaccone, nobili di Norcia e Veroli
Il ramo umbro ha origine con Lorenzo Cipriani, trasferitosi da Firenze a Norcia nel 1400, come si desume da un'iscrizione rinvenuta durante il restauro della chiesa di San Francesco a Norcia. Questo ramo fu aggregato al primo ceto nobile di Norcia perlomeno dal secolo XVII.

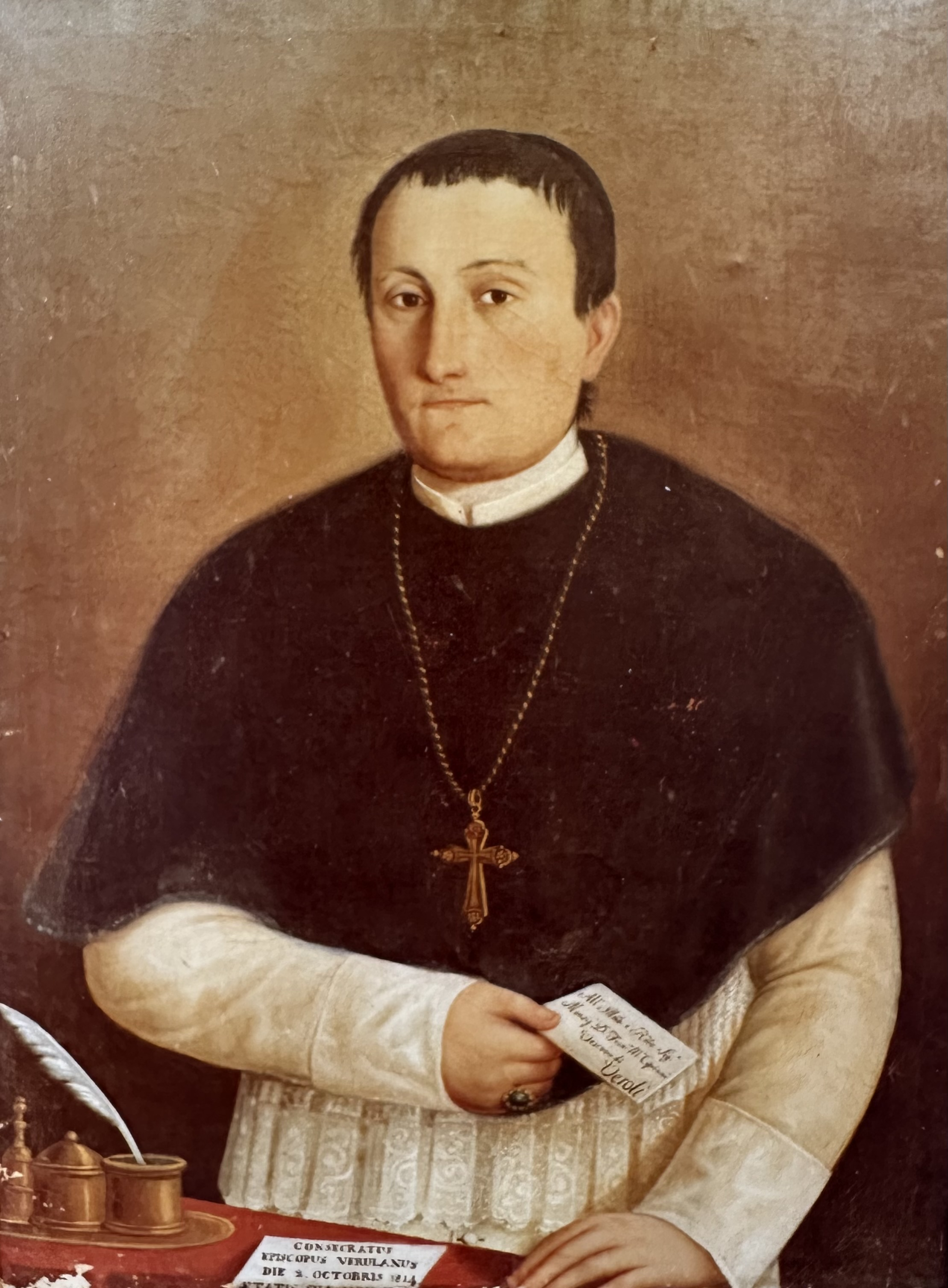
Ritratto del Marchese Francesco Maria Cipriani di Vallaccone, Vescovo di Veroli

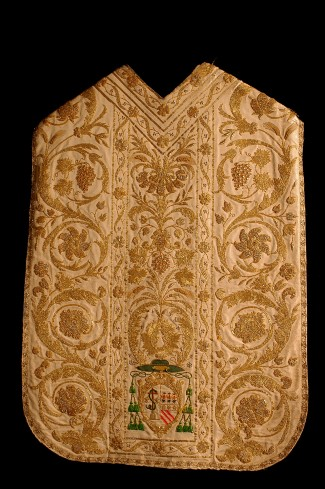
Pianeta bianca con stemma del vescovo Francesco Maria Cipriani di Vallaccone

Con chirografo del Pontefice Pio VI del 1782, il patrizio Benedetto Cipriani fu nominato marchese ed ottenne di erigere in marchesato il feudo di Vallaccone ove insisteva una tenuta di famiglia. Questo ramo ebbe inoltre riconosciuta la nobiltà di Norcia (1790) e di Veroli.
Tali titoli risultano iscritti, tra l'altro, nell'Elenco ufficiale definitivo delle famiglie nobili e titolate dell'Umbria (1908), nell'Elenco Ufficiale Nobiliare Italiano (1922) approvato con Regio decreto 2 luglio 1921 n. 972, nell'Elenco ufficiale della nobiltà italiana (1934) e nell'Elenco Storico della Nobiltà Italiana del Sovrano Ordine Militare di Malta (1960). Risultano, inoltre, dal Bollettino della Regia Consulta n. 31, vol. VII.
I membri di tale ramo hanno sempre esercitato la primaria magistratura ed altre cospicue cariche civiche-nobili. Tra tutti, si ricordano i seguenti personaggi illustri:
- il nobile Ippolito Cipriani, grasciere nel 1596 e capo priore dei magistrati nel 1601;
- il nobile Ippolito Cipriani, capo priore dei magistrati di Norcia nel 1704 e nel 1713;
- il nobile Lorenzo Cipriani, capitano e poi luogotenente della prefettura apostolica, magistrato di Norcia nel 1717, sposato con la nobile Scolastica Bucchi;
- il nobile Filippo Cipriani (13-5-1708), grasciere nel 1766 e 1767 e capo-priore di Norcia nel 1770, nominato gentiluomo di camera da Stanislao II Augusto Poniatowski, re di Polonia, con diploma del 13-6-1768, sposato con la nobile Scolastica Ferretti;
- il nobile Lorenzo Cipriani (30-5-1736), grasciere nel 1775 e 1787 e capo priore nel 1773, 1780 e 1789;
- il marchese Benedetto Cipriani di Vallaccone (8-10-1740), nominato gentiluomo di camera da Stanislao II Augusto Poniatowski, re di Polonia, con diploma del 3-3-1781, sposato con la nobile Teresa dei marchesi Quarantotti;
- il marchese Ippolito Cipriani di Vallaccone (24-8-1771 - 27-2-1835), cardinale di S.R.C. e guardia nobile d'onore nella Corte di Spagna al servizio di S.M. Carlo IV di Spagna (1792), sposato con la nobile Camilla dei baroni Gavotti Verospi;
- il marchese Francesco Maria Cipriani di Vallaccone (Norcia, 22-7-1773 - 28-12-1843[11]), vescovo di Veroli (1814-1843)[12], prelato domestico e Assistente al Soglio Pontificio, ascritto alla nobiltà di Veroli insieme ai suoi discendenti e consanguinei;
- il marchese Antonio Cipriani di Vallaccone (1861 - 4-9-1889), gonfaloniere di Norcia nel 1843;
- il marchese Benedetto Cipriani di Vallaccone (Roma, 5-4-1830 - 5-11-1913), sindaco di Norcia dal 1869 al 1882, presidente della nuova Congregazione di carità[13] e cavaliere dell'Ordine dei Santi Maurizio e Lazzaro, sposato con la nobile Laura dei conti Vitali; e
- il marchese Dante Cipriani di Vallaccone (Sellano, 21-5-1899 - Spoleto, 20-3-1984), podestà di Norcia, vice podestà di Spoleto, cavaliere della Corona d'Italia,  ingegnere rettore della Provincia di Perugia e socio dell’Accademia spoletina.

Ad oggi tale ramo è ancora fiorente e rappresentato da Emma Laura Cipriani di Vallaccone (Spoleto, 1933) (sposata con Maurizio Tropiano, da cui Emanuela Maria Tropiano e Domitilla Maria Tropiano) e da Benedetta Cipriani di Vallaccone (sposata con Alessandro de Giacomo, da cui Filippo Amedeo de Giacomo, Flavia de Giacomo e Yvonne de Giacomo) e Maria Camilla Cipriani di Vallaccone (sposata con Andrea Sciolari, da cui Amedeo Sciolari, Alessandro Sciolari e Agnese Sciolari), figlie del marchese Tommaso Maria Cipriani di Vallaccone (Spoleto, 2-11-1935 - Roma, 2-12-1995), nobile di Norcia, nobile di Veroli, Cavaliere di Grazia e Devozione del Sovrano Ordine di Malta e di Flavia dei conti d'Amelio (Roma, 24-5-1932 - Roma, 26-8-2014), figlia del conte Mario d'Amelio (Napoli, 24-12-1897 - Roma, 10-6-1982) e di donna Maria del Giglio di Sangro (Napoli, 31-10-1905 - Roma, 17-6-1998) dei principi di Fondi, principi di Gesualdo, principi di Striano, principi di Palazzo San Gervasio, marchesi di San Lucido, marchesi di Santo Stefano, marchesi di Genzano e patrizi napoletani. 

## Il ramo còrso dei conti, patrizi di Firenze e nobili di Livorno
Tale ramo ha origine dai ribelli Giovanni e Paolo Cipriani, fuggiti da Firenze in Corsica nel 1426.

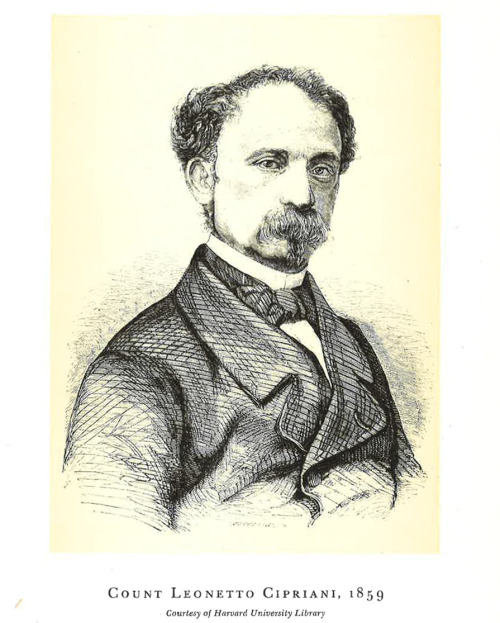
Conte Leonetto Cipriani, ritratto del 1859

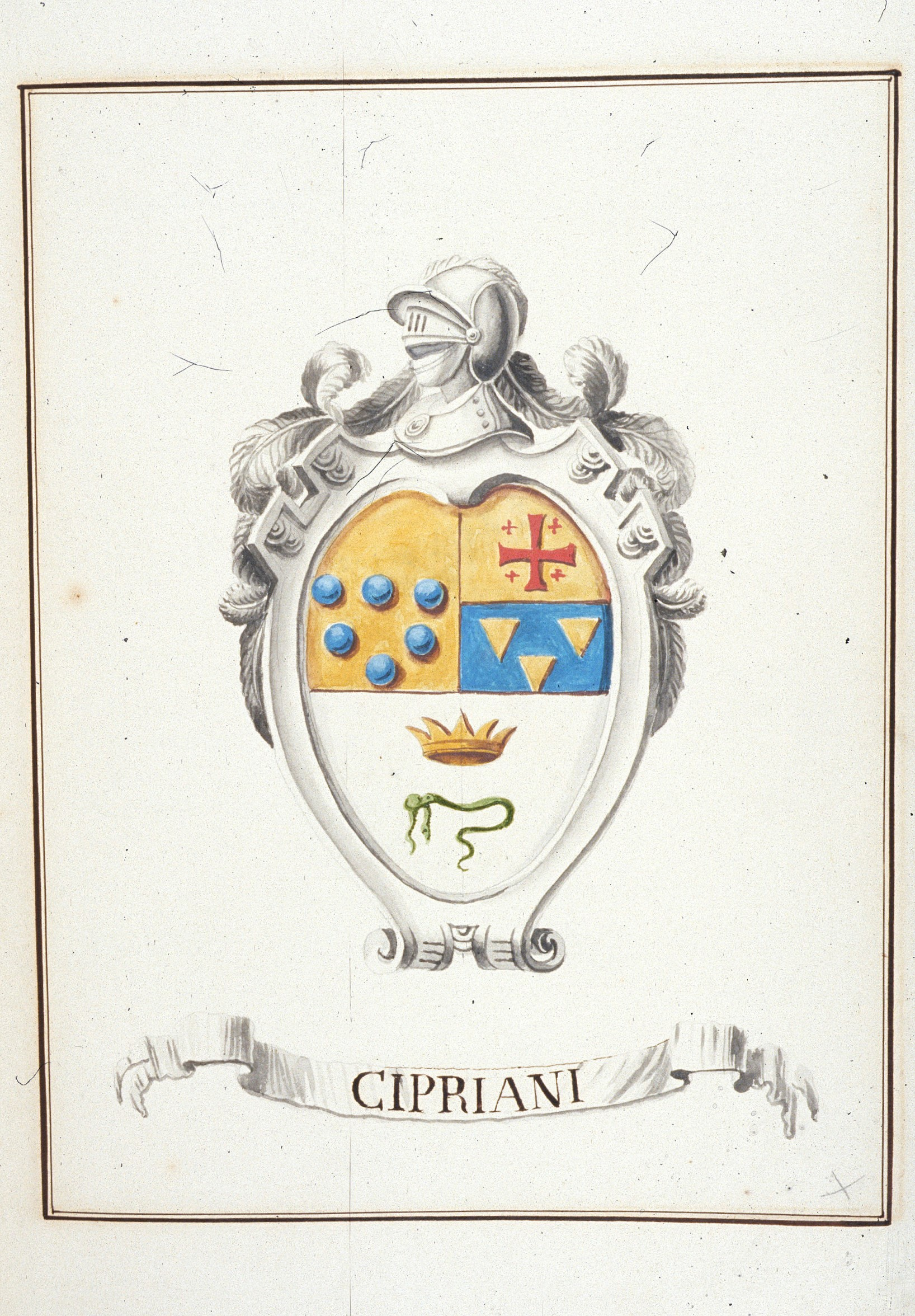
Arma dei Cipriani patrizi di Firenze: "troncato semipartito, al primo d'oro a sei palle d'azzurro, 3,2,1; al secondo troncato sopra d'oro alla Croce di Gerusalemme di rosso, sotto d'azzurro a tre cunei d'oro male ordinati, 2,1; al terzo d'argento, col serpe di verde mordente altro serpe minore pure di verde, sormontato da ampia corona all'antica a tre punte d'oro"

Nel 1442, Paolo ottenne il diritto di franchigia; il medesimo privilegio fu confermato al figlio Simone nel 1475.
Nel XVI secolo, la famiglia era ricca e potente e le sue imbarcazioni si spingevano a pescare coralli fino a lungo le coste dell'Algeria. 
Orsosanto e Fornelio, signori di Cabres e Trevillan, militarono al servizio della Francia. Orsosanto fu nominato vicario del re a Marsiglia, dove si era stabilito, e dove i suoi discendenti ottennero cariche e onori. Nel 1543, la famiglia ottenne il decreto di riconoscimento della nobiltà dalla Corte d'Aix. Nel 1643, la Camera di Rennes riconobbe l'antica nobiltà della famiglia e la discendenza dal casato fiorentino. 
Il figlio di Fornelio, Sebastiano, giureconsulto e cavaliere dell'Ordine equestre del Santo Sepolcro di Gerusalemme si stabilì a Centuri ad amministrarvi gli aviti possessi. Da lui nacque Matteo nel 1696, da cui Sebastiano nel 1723 e Giuseppe nel 1730 dai quali la famiglia si divise in due linee.
In seguito alla conquista della Corsica nel 1793 da parte degli inglesi, Antonio Cipriani partecipò a una cospirazione volta a cacciare gli invasori ed essendo stato scoperto fu costretto a fuggire di nascosto con la famiglia verso la Toscana. Trasferitasi a Livorno, la famiglia fu ascritta tra i patrizi di Firenze e fece fortuna grazie ai traffici di generi coloniali e bestiame con le Piccole Antille. Il figlio di Antonio, Pietro Cipriani (San Piero a Sieve, 10 dicembre 1810 – Firenze, 4 aprile 1887) fu un noto medico e politico che, grazie alle cure prestate all'esercito francese, ottenne da Napoleone III il titolo di cavaliere della Legion d'onore nel 1860. Nel 1869, ebbe la sua consacrazione curando il Re Vittorio Emanuele II dalla polmonite, complicata da miliare e febbre malarica, che aveva colpito il sovrano nella sua tenuta di San Rossore. Fu nominato medico di corte e l'anno successivo, il 6 febbraio 1870, senatore del Regno "con il raro titolo di coloro che hanno illustrato la patria per servizi e meriti eminenti".
Lauretta Felice Cipriani (Port of Prince, Trinidad, 12-2-1795 – Firenze, 5-8-1869), abile nel disegno, conoscitrice della musica, pianista e apprezzata cantante, sarà amica di Giacomo Leopardi, che frequenterà a Pisa nell'autunno del 1827 e la citerà più volte nelle sue lettere. Resterà per anni in contatto con Alessandro Poerio.  
Leonetto Cipriani (Centuri, 16-10-1812 – Centuri, 10-5-1888), figlio di Matteo e di Caterina dei principi Caracciolo (trasferiti a Livorno nel 1816), ricevette il titolo di conte (con Regio Decreto del 28-8-1864) trasmissibile per la primogenitura maschile, fu ascritto al patriziato di Firenze e venne nominato cavaliere dell'Ordine di San Giuseppe da Leopoldo II Granduca di Toscana (1848). Egli fu governatore generale delle Romagne nel 1859, senatore del Regno d'Italia nel 1865, Cavaliere di Gran Croce del Regno d’Italia e generale dell’esercito italiano. Prese parte alla prima guerra d'indipendenza combattendo a Curtatone e a Novara. Durante la seconda guerra d'indipendenza divenne membro del quartier generale di Napoleone III, nel 1859 partecipò al processo di annessione degli stati centro italici e adottò misure repressive nei confronti dei cospiratori mazziniani. Fu commissario straordinario a Livorno e tentò di soffocare la sommossa dei circoli democratici, guadagnandosi l'appellativo di "tigre corsa". Sulla scorta della parentela con i Bonaparte, Leonetto fu intimo oltre che dell'ex re Girolamo Bonaparte e del figlio, dell'ex re d'Olanda, Luigi Bonaparte, dell'ex re di Spagna, Giuseppe Bonaparte, e dell'ex regina consorte di Napoli Carolina Bonaparte, e spesso fu loro consigliere in delicate trattative economiche. Leonetto fu legato alla Casa Savoia (Regno di Sardegna) e a quella degli Asburgo (Granducato di Toscana) e contribuì all'adesione volontaria dello stesso Granducato al nuovo Regno d'Italia. Fu anche amico di Garibaldi, di cui non condivideva tuttavia l’opinione repubblicana. Commerciante e proprietario terriero in Toscana, Corsica e a Belmont in California (Stati Uniti d'America), ebbe occasione di attraversare l'Oceano Atlantico e soggiornare negli Stati Uniti d'America molte volte. Fu console del regno sardo di California agli inizi degli anni '50 ed uno dei primi pionieri ad attraversare il continente nord-americano. Il 27-4-1860, ricevette una lettera di ringraziamento per i servizi resi al paese dal Re Vittorio Emanuele II. Un archivio con le sue carte, tra le quali alcune lettere autografe di note personalità dell'epoca, Cavour e Mazzini, e anche della celebre contessa Maria Walewska, è custodito presso la Biblioteca Storica di Torino. 
Giuseppe Cipriani (Livorno 29-10-1826 - Firenze, 8-11-1912), fratello di Leonetto, si coprì di gloria a Curtatone, accompagnò il principe Luigi Bonaparte in Crimea nel 1854, lo precedé in Toscana nel 1859 e coadiuvò dall'agosto al novembre dello stesso anno il fratello Leonetto allora governatore delle Romagne, che lo nominò generale. 
Domenico Cipriani, fratello di Matteo, si trasferì anch'egli a Livorno; acquistò vasti possedimenti e, tramite rescritto del 18-9-1818, ebbe riconosciuta la nobiltà e fu ascritto al patriziato di Firenze e alla nobiltà di Livorno. Successivamente, Sebastiano Cipriani e fratelli, figli di Giovanni Antonio Cipriani, vennero a raggiungere i loro congiunti e anch'essi furono ascritti tra i patrizi di Firenze con rescritto del 1833.
Il titolo di patrizi di Firenze fu riconosciuto con decreto ministeriale del 2-4-1922 e iscritto nel Libro d'Oro della Nobiltà Italiana redatto dalla Consulta Araldica del Regno d'Italia.
Dal ramo còrso, hanno origine i Cipriani patrizi di Nicotera a cui appartenne il noto giornalista e banchiere Orazio Cipriani (Nicotera, 25-12-1875 - Reggio Calabria, 23-10-1942), figlio di Francesco Maria, apprezzato poeta dialettale.

## Luoghi di interesse

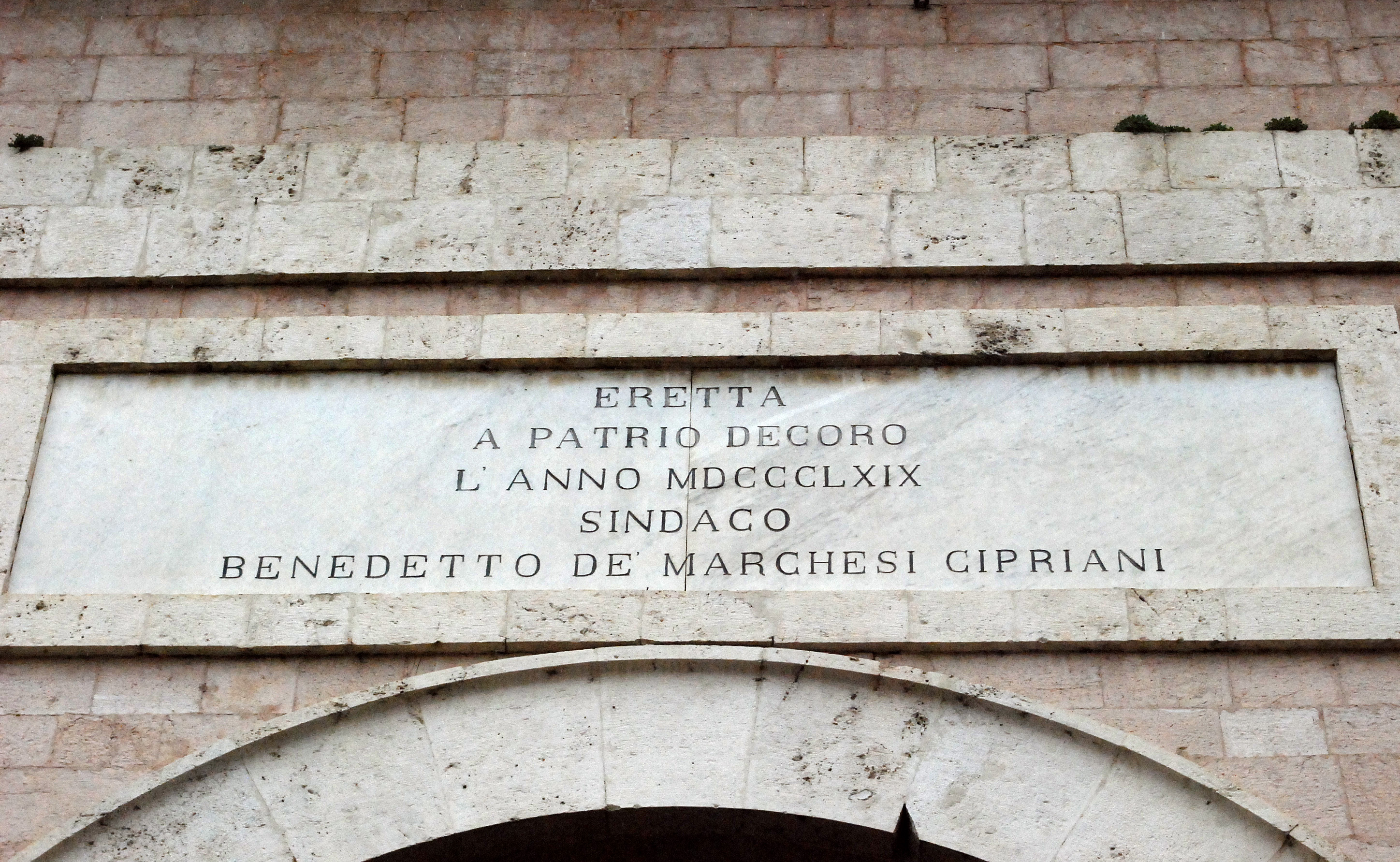
Lapide dedicata al marchese Benedetto Cipriani di Vallaccone, Porta Romana, Norcia

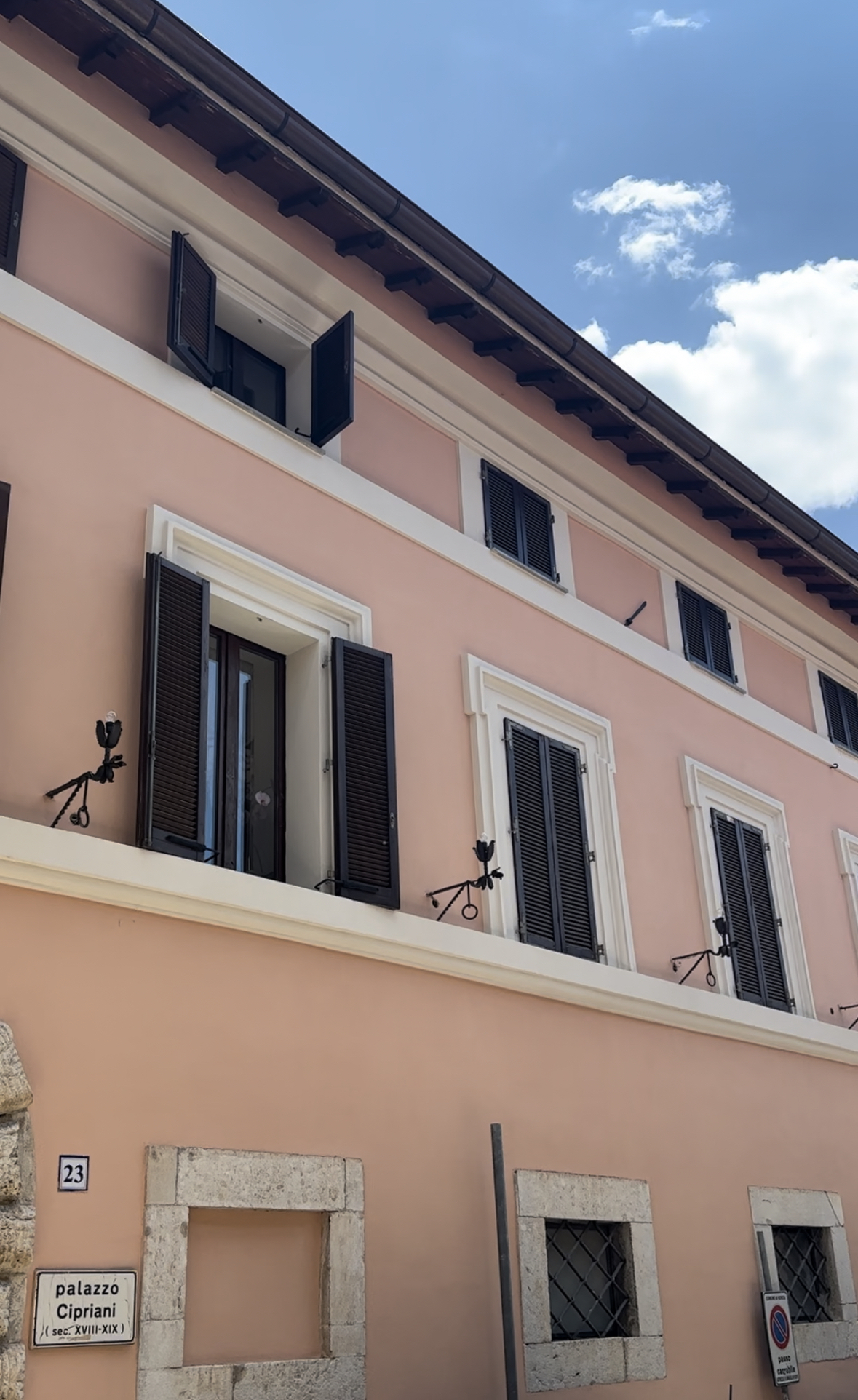
Palazzo dei marchesi Cipriani di Vallaccone, Norcia

Tra i vari luoghi di interesse ed edifici storici, si segnala:
- Palazzo Cipriani, Norcia, Via Umberto 23;
- Palazzo Cipriani, Nicotera[27];
- Porta Romana, Norcia, dove è posta una lapide in memoria del marchese Benedetto Cipriani che recita: "Eretta a patrio decoro l'anno MDCCCLXIX Sindaco Benedetto de' Marchesi Cipriani"[28];
- Palazzo Capizucchi, Roma, di proprietà dei marchesi Cipriani di Vallaccone dal 1813 al 1843[29];
- Casino Capizucchi Rospigliosi, Albano Laziale, di proprietà dei marchesi Cipriani di Vallaccone dal 1814 al 3-10-1840[30];
- Villa Cipriani-Cateni, Vespignano di Vicchio, casa natale di Giotto di proprietà di Pietro Cipriani che la restaurò con il coinvolgimento di Giosuè Carducci;
- Villa Cipriani in via Torrione a Reggio Calabria, opera dell'architetto Domenico Genoese Zerbi
- Castello Bellavista, costruito dal conte Leonetto Cipriani, Ortinola di Centuri, Corsica;
- la cattedrale di Sant'Andrea Apostolo, P.zza Giuseppe Mazzoli, Veroli (FR), dove il vescovo Francesco Maria Cipriani commissionò gli affreschi della volta (Gloria di sant’Andrea), dell’arco del presbiterio (Vocazione di Andrea e Simone) e i dieci tondi con gli apostoli che decorano le pareti della navata centrale[31];
- la chiesa di Santa Scolastica, Norcia, abbellita dalla famiglia Cipriani[32];
- la tomba monumentale della famiglia Cipriani presso il cimitero di Norcia;
- la tomba monumentale della famiglia Cipriani presso Camera, Corsica; e
- la tomba monumentale della famiglia Cipriani presso il Cimitero monumentale di Condèra a Reggio Calabria.